# Matt Ghaffari
Sijámak Gafarí známější jako Matt Ghaffari (* 11. listopadu 1961) je bývalý původem íránský zápasník – volnostylař, klasik, profesionální wrestler, který od osmdesátých let reprezentoval Spojené státy americké.

## Sportovní kariéra
Vyrůstal v Teheránu. V roce 1976 odešel s rodinou do Spojených států amerických. Po svržení režimu šáha Pahlavího v roce 1979 se do Íránu nevrátil a obdržel americké občanství. Zápasit začal na střední škole v Paramus ve státě New Jersey. Od roku 1980 zápasil za clevelandský univerzitní tým Vikingů pod vedením Dicka Bonacciho. V roce 1984 na univerzitě promoval. V témže roce se stal členem americké volnostylařské reprezentace a doplňkově se věnoval i zápasu řecko-římskému. V olympijské kvalifikaci na olympijské hry v Los Angeles neuspěl.
V roce 1988 neuspěl v americké olympijské kvalifikaci na olympijské hry v Soulu. Do Soulu nakonec odcestoval jako reprezentant Íránu. Domluvil se s Íránským olympijským výborem na reprezentaci své rodné země, ale nedočkal se vlídného přijetí od některých íránských funkcionářů a sportovců. Po osobních problémech se rozhodl do soutěží nenastoupit a vrátit se do Spojených států.
Od roku 1989 se specializoval na zápas řecko-římský, ve kterém cítil větší šanci se kvalifikovat na olympijské hry. V roce 1992 poprvé uspěl v americké olympijské kvalifikaci pro účast na olympijských hrách v Barceloně. Do Barcelony však formu nevyladil a vypadl ve druhém kole základní skupiny bez jediné výhry. V roce 1996 uspěl v americké olympijské kvalifikaci pro účast na domácích olympijských hrách v Atlantě. Od prvního kola potvrzoval výbornou přípravu a bez většího zaváhání postoupil do finále proti Rusu Alexandru Karelinovi. S favorizovaným Rusem svedl vyrovnaný zápas, který nakonec prohrál 0:1 na body, když se v prodloužení nechal vytlačit ze žíněnky. Získal stříbrnou olympijskou medaili. Po zisku olympijské medaile, nepřijal nabídky promotérů věnovat se zápasení profesionálně. V roce 2000 prohrál v americké olympijské kvalifikaci účast na olympijských hrách v Sydney s Rulonem Gardnerem. Vzápětí ukončil sportovní kariéru. Žije v Clevelandu a věnuje se manažerské práci.

### Výsledky

#### Zápas řecko-římský
| Turnaj                  | 1984 | 1985 | 1986 | 1987 | 1988 | 1989 | 1990 | 1991 | 1992 | 1993 | 1994 | 1995 | 1996 | 1997 | 1998 |
| Turnaj                  | 23   | 24   | 25   | 26   | 27   | 28   | 29   | 30   | 31   | 32   | 33   | 34   | 35   | 36   | 37   |
| Turnaj                  | -130 | -130 | -130 | -130 | -130 | -130 | -130 | -130 | -130 | -130 | -130 | -130 | -130 | -130 | -130 |
| ----------------------- | ---- | ---- | ---- | ---- | ---- | ---- | ---- | ---- | ---- | ---- | ---- | ---- | ---- | ---- | ---- |
| Olympijské hry          | —    |      |      |      | DNS  |      |      |      | úč.  |      |      |      | 2.   |      |      |
| Mistrovství světa       |      | —    | —    | —    |      | —    | 6.   | 2.   |      | ?    | 6.   | 3.   |      | —    | 2.   |
| Panamerické hry         |      |      |      | —    |      |      |      | 1.   |      |      |      | 1.   |      |      |      |
| Panamerické mistrovství | 1.   |      | —    | —    | —    | 1.   | 1.   | 1.   | 1.   | —    | 1.   |      | —    | —    | —    |

## Profesionální kariéra
V letech 2002 až 2004 se objevil v Japonsku v začínající profesionální soutěži Pro Wrestling Zero-One. V zápasech ztvárnil nejčastěji roli s japonským mistrem světa v judu Naojou Ogawou. Jeho týmovým kolegou byl Tom Howard.